# خانقاه (خوی)
خانقاه، روستایی است از توابع بخش مرکزی شهرستان خوی استان آذربایجان غربی ایران.
روستای خانقاه از توابع روستاهای بخش مرکزی شهرستان خوی محسوب می‌شود که در ۱۸ کیلومتری شمال غرب شهر خوی واقع شده‌است. که جاده آن در سال ۹۹ به‌طور کامل آسفالت شده‌است.
این روستا در مسیر سیلابی دره ای بنام دره سو و جایی که این دره گسترده و پهن می‌شود، در دو سوی دامنه کوه‌ها بنا شده‌است. روستا با بافتی زیبا و منحصربفرد با ویژگی‌های خاص روستایی به‌صورت پلکانی و فشرده با نماهای سنگی و کاه گل خود را نمایان می‌کند. کوچه‌ها و گذرهای ضلع شمالی روستا تنگ و باریک و مال رو هستند. ویژگی دیگر روستا، دره دره سو است.

## جمعیت
این روستا در دهستان دیزج قرار داشته و بر اساس سرشماری سال ۱۳۹۵ جمعیت آن ۷۰۰نفر (۱۵۰ خانوار)
بوده‌است.